# Bilbalogho
Bilbalogho ist ein Stadtteil westlich der Innenstadt der burkinischen Hauptstadt Ouagadougou, zum Arrondissement Baskuy gehörend, und entspricht dem Secteur 2.
Bilbalogho ist traditionell Sitz des Baloum-Naaba, eines Mitglieds des Hofes des Moogo Naaba, dessen Palast sich ebenfalls dort befindet wie das Stade Municipal de Ouagadougou und das Lycée Bambata.